# 田島 (さいたま市)
田島（たじま）は、埼玉県さいたま市桜区の町丁および大字。現行行政地名は田島一丁目から田島十丁目および大字田島。町丁は住居表示実施地区。郵便番号338-0837。

## 地理
さいたま市桜区南端の荒川左岸側の沖積平野に位置する。中央を東日本旅客鉄道（JR東日本）武蔵野線が東西に、国道17号新大宮バイパスおよび首都高速埼玉大宮線が南北に貫き、交点の東側に西浦和駅がある。北端は鴻沼川が流れる。
北部をさいたま市桜区桜田・西堀、東部を南区関・鹿手袋、南部を南区四谷・曲本、西南部を南区松本・堤外、西部を朝霞市上内間木、桜区大字下大久保、大字道場、北西部を大字西堀（飛地）・桜区新開と接している。荒川堤外地に大字田島がある。田島と堤外はわずかに接しているが、大字田島と松本は接していない。
荒川堤外地には田島ヶ原が広がり、サクラソウ自生地でもある。六丁目には田島団地がある。新大宮バイパスの田島団地前交差点から志木街道まで都市計画道路大谷場高木線が計画されており、田島団地前交差点付近以外はほぼ開通している。全線開通すれば、秋ヶ瀬橋方面への往来がしやすくなり、渋滞の緩和が期待される。

### 河川
- 荒川 - 秋ヶ瀬橋・武蔵野線荒川橋梁が架かる。

### 文化財
- さくら草公園 - 田島ヶ原と呼ばれる荒川の河川敷で、国内唯一のサクラソウが自生する天然記念物指定地。大正9年に天然記念物指定され、昭和27年に特別天然記念物に指定された。現在公園内の西堀地内に田島ヶ原サクラソウ自生地として整備されており、春にはさくら草祭りが開かれる。さいたま市が区制を敷く際、旧浦和市西部が桜区となったのもこのサクラソウにちなんでいる。

### 地価
住宅地の地価は、2022年（令和4年）1月1日の公示地価によると、田島4-18-37の地点で22万8000円/m2となっている。

## 歴史
もとは江戸期より存在した武蔵国足立郡与野領に属する田島村であった。なお、曲本村（現在の曲本）には田島村の飛地があった。村高は「武蔵田園簿」では621石余（田462石余、畑158石余）、「元禄郷帳」では867石余、「天保郷帳」では910石余。助郷は中山道浦和宿に出役していた。化政期の戸数は140軒で、村の規模は東西1里余、南北17 - 18町であった。荒川には対岸の宗岡村を結ぶ秋ヶ瀬の渡しがあった。
- 正保年間（1645年 - 1648年）頃の知行は旗本水野氏と宮崎氏の相給および幕府領であったが、旗本知行分は後に幕府領となった[6]。当地には氷川社領も存在した[6]。持添新田を平野原新開に領していた[6][7]。
- 幕末時点では足立郡田島村であった。明治初年の『旧高旧領取調帳』の記載によると、代官大竹左馬太郎支配所が管轄する幕府領であった。大宮氷川社や本村氷川社（田島氷川社）の社領も存在した[8]。
- 1868年（慶応4年）6月19日：幕府領が武蔵知県事・山田政則（忍藩士）の管轄となる。
- 1869年（明治2年） 
  - 1月13日：武蔵知県事・宮原忠英の管轄区域に大宮県を設置、同県の管轄となる。県庁は東京府馬喰町に置かれる。
  - 9月29日：県庁が浦和に置かれ浦和県に改称。
- 1871年（明治4年）11月13日：第1次府県統合により埼玉県の管轄となる。
- 1874年（明治7年）：村内の薬王院を仮校舎として田島学校（現・さいたま市立土合小学校）が開校する[6]。
- 1879年（明治12年）3月17日：郡区町村編制法により成立した北足立郡に属す。郡役所は浦和宿に設置。
- 1889年（明治22年）4月1日：町村制施行に伴い、周辺11村が合併し、北足立郡土合村が成立[9]。土合村の大字田島となる。
- 1950年（昭和25年）：一部が美笹村へ編入される[6]。
- 1955年（昭和30年）1月1日：土合村が大久保村とともに浦和市へ編入され[10]、同市の大字となる。
- 1965年（昭和40年）：田島団地（1907戸）が建設される。また、浦和田島郵便局が開局する[6]。
- 1973年（昭和48年）4月1日：日本国有鉄道（国鉄）武蔵野線が旅客営業を開始し、西浦和駅が開設される。
- 1978年（昭和53年）7月1日：住居表示実施により、大字田島の一部が四谷一丁目 - 三丁目、沼影一丁目、曲本二丁目、松本一丁目の各一部となる[6]。
- 1985年（昭和60年）8月1日：住居表示実施により、大字田島の一部から田島七丁目 - 十丁目が成立[11]。また、大字田島の一部が新開の一部となる。
- 1986年（昭和61年）8月1日：住居表示実施により、大字田島・大字西堀・大字関・大字曲本の各一部から田島一丁目 - 六丁目が成立[11]。
- 2001年（平成13年）5月1日：浦和市・大宮市・与野市が合併し、さいたま市が発足。同市の町丁および大字となる。
- 2003年（平成15年）4月1日：さいたま市が政令指定都市へ移行し、同市桜区の町丁および大字となる。

## 世帯数と人口
2017年（平成29年）9月1日時点の世帯数と人口は、以下のとおりである。
| 町丁・大字 | 世帯数    | 人口     |
| ---------- | --------- | -------- |
| 田島一丁目 | 734世帯   | 1,581人  |
| 田島二丁目 | 607世帯   | 1,295人  |
| 田島三丁目 | 983世帯   | 2,157人  |
| 田島四丁目 | 1,075世帯 | 2,275人  |
| 田島五丁目 | 704世帯   | 1,234人  |
| 田島六丁目 | 1,962世帯 | 3,336人  |
| 田島七丁目 | 86世帯    | 198人    |
| 田島八丁目 | 282世帯   | 517人    |
| 田島九丁目 | 256世帯   | 445人    |
| 田島十丁目 | 643世帯   | 1,684人  |
| 大字田島   | 0世帯     | 0人      |
| 計         | 7,332世帯 | 14,722人 |

## 小・中学校の学区
市立小・中学校に通う場合、学区（校区）は以下のとおりとなる。
| 丁目       | 区域     | 小学校                   | 中学校                 |
| ---------- | -------- | ------------------------ | ---------------------- |
| 田島一丁目 | 全域     | さいたま市立西浦和小学校 | さいたま市立田島中学校 |
| 田島二丁目 | 全域     | さいたま市立西浦和小学校 | さいたま市立田島中学校 |
| 田島三丁目 | 全域     | さいたま市立西浦和小学校 | さいたま市立田島中学校 |
| 田島四丁目 | 1 - 16番 | さいたま市立土合小学校   | さいたま市立土合中学校 |
| 田島四丁目 | その他   | さいたま市立新開小学校   | さいたま市立田島中学校 |
| 田島五丁目 | 全域     | さいたま市立田島小学校   | さいたま市立田島中学校 |
| 田島六丁目 | 1番      | さいたま市立田島小学校   | さいたま市立田島中学校 |
| 田島六丁目 | その他   | さいたま市立西浦和小学校 | さいたま市立田島中学校 |
| 田島七丁目 | 全域     | さいたま市立田島小学校   | さいたま市立田島中学校 |
| 田島八丁目 | 全域     | さいたま市立田島小学校   | さいたま市立田島中学校 |
| 田島九丁目 | 全域     | さいたま市立新開小学校   | さいたま市立田島中学校 |
| 田島十丁目 | 全域     | さいたま市立田島小学校   | さいたま市立田島中学校 |

## 交通
鉄道
- 東日本旅客鉄道（JR東日本）武蔵野線
  - 本線
    - 西浦和駅

  - 大宮支線 - 西浦和駅で本線から分岐（線籍上であり、実際には西浦和駅西方（荒川橋梁・新大宮バイパス間）で本線から分岐し、駅東方まで本線と並行しており、ホームはない）して別所信号場を通り、与野駅構内（大宮支線のホームはない）で東北貨物線に接続する線路で、地内を通る別所信号場以西の区間は、主に貨物列車が通り、定期旅客列車では「むさしの号」が通る。

道路
- 国道17号新大宮バイパス
- 首都高速埼玉大宮線（浦和南出入口・浦和北出入口間）
- 県道40号さいたま東村山線 - 志木街道・新開通。
- 県道79号朝霞蕨線 - 田島火の見下交差点以西は県道40号さいたま東村山線と重複。
- 県道165号大谷本郷さいたま線
- 大谷場高木線 - 田島団地前交差点以東は「田島通り」と呼ばれている。
- 秋ヶ瀬緑道 - 鴻沼川沿いの遊歩道。桜並木がある。

バス
- 国際興業バス
  - 田島停留所（浦11・浦11-2・北浦80・志01）
  - 高畠停留所（浦11-2・北浦80・志01）
  - 新開入口停留所（志01・志01-2・志01-3）
  - 櫃沼停留所（志01・志01-2・志01-3）
  - さくら草公園前停留所（志01・志01-2・志01-3）
  - 田島通り停留所（南浦08・武浦10）
    - 武蔵浦和駅方面の停留所所在地が田島一丁目にある（田島団地方面は南区四谷一丁目）。
- さいたま市桜区コミュニティバス
  - 中浦和駅 - 浦和工業高校入口 -田島 - 田島南 - 西浦和駅 - 田島団地 - 桜田3丁目 - 桜区役所 - 埼玉大学 - 市民医療センター
  - 地区内のバス停：田島 - 田島南 - 西浦和駅 - 西浦和駅入口 - 団地中央 - 田島団地

## 地域

### 公園・緑地
- さくら草公園 - 敷地の一部が大字部分に所在。園内にある田島ヶ原サクラソウ自生地は大字西堀に所在。
- 四谷一丁目広場（一丁目）
- 田島西児童公園（四丁目）
- 田島氷川公園（四丁目）
- 田島団地内公園（六丁目）
- 樋沼子供広場（九丁目）

### 寺社・史跡
三丁目
- 田島観音（三丁目）
- 御嶽神社（三丁目） - 御嶽神社のイヌマキがある
- 田島氷川神社（四丁目）
- 地蔵堂（四丁目）
- 神明神社（五丁目）
- 薬王院（五丁目）

### 施設
二丁目
- 田島保育園
- さくら草幼稚園
- 療育センターさくら草

三丁目
- 田島公民館
- 観音会館

四丁目
- 桜消防署
- 田島自治会館

五丁目
- 西浦和駅市民の窓口
- 西浦和駅

六丁目
- 田島団地
- 浦和田島郵便局
- 浦和西警察署 田島団地交番

七丁目
- 桜消防署西浦和出張所
- 浦和学院サッカー場
- 埼玉県下水道公社[13]

八丁目
- 荒川上流河川事務所
- 市南部道路事務所

九丁目
- 国際医療専門学校[14]
- 西浦和霊園
- 鴻沼排水機場

十丁目
- さいたま市立田島小学校
- さいたま市立田島中学校
  - 田島放課後児童クラブ
- 田島高規格堤防

大字田島
- 昭和水門